# Кенна, Майкл
Майкл Ке́нна (англ. Michael Kenna; род. 20 ноября 1953 года, Уиднес, Ланкашир, Англия) — английский фотограф, наиболее известный своими необычными чёрно-белыми пейзажами с неземным светом, достигнутым при съёмке на рассвете или ночью с выдержкой до 10 часов. Его фотографии отображают взаимодействие эфемерного состояния природного ландшафта с объектами, созданными руками человека.
О работах Кенны опубликовано более двадцати книг. Тематика его творчества варьируется от видов заводского комплекса компании Ford в Дирборне, штат Мичиган, до пейзажей заснеженного острова Хоккайдо в Японии. Работы мастера представлены в постоянных коллекциях Национальной библиотеки Франции в Париже, Национальной галереи искусства в Вашингтоне, Музея Виктории и Альберта в Лондоне, Токийского музея фотографии.

## Биография
Майкл Кенна родился 20 ноября 1953 года в небольшом промышленном городке Уиднес на северо-западе Англии. Он рос с пятью братьями и сёстрами в бедной рабочей семье ирландцев-католиков. С 10 до 17 лет Майкл посещал семинарию, намереваясь стать священником, но, когда обнаружил у себя талант художника, отказался приобщаться к духовенству и выбрал творческую карьеру, несмотря на то, что его семья не сочла этот выбор хорошим с точки зрения заработка.
После года учёбы в художественной школе Банбери, где он получил свои первые уроки фотографии, Кенна подал заявление в Лондонский колледж печати сразу на два факультета — графического дизайна и коммерческой фотографии, решив, что будет учиться на том, где его примут в первую очередь. В итоге он обучался на втором факультете и окончил учёбу в 1976 году. Занимаясь пейзажной фотографией в качестве хобби, он использовал любую возможность практиковаться в своём ремесле в коммерческих целях. Кенна фотографировал генеральные репетиции в театрах, снимал для звукозаписывающих компаний и прессы, ассистировал другим фотографам, продавал стоковые фотографии Анри Картье-Брессона, Корнелла Капы, Марка Рибу и Жака-Анри Лартига для агентства Джона Хиллельсона (John Hillelson Agency) на Флит-стрит.
В 1977-м Кенна переехал в Сан-Франциско, чтобы иметь возможность выставлять и продавать свои работы в галереях. Там он встретил Рут Бернард, которая в том же году наняла его заниматься фотопечатью. В течение следующих восьми лет она знакомила Майкла с творческим премудростями процесса фотопечати, с её уникальными методами манипулирования и интерпретации негатива.

## Творчество
Фотографии Кенны фокусируются на необычных пейзажах с неземным светом, достигнутым за счёт фотографирования на рассвете или ночью с выдержкой до 10 часов. Примерно с 1986 года он в основном использовал фотоаппараты Hasselblad среднего формата и Holga, это объясняет квадратную форму большинства его фотографий. Исключением стали фотографии в детском саду Моник (Monique's Kindergarten), для которых использовалась крупноформатная камера 4×5.
Работы Майкла Кенны выставлялись в галереях и музейных экспозициях в Азии, Австралии и Европе. Его фотографии размещены в коллекции Национальной галереи искусства в Вашингтоне, в собрании Фотографического наследия (Patrimoine photographique) в Париже, Музее декоративного искусства в Праге, Музее Виктории и Альберта в Лондоне. Его фотографии руин концентрационных лагерей были показаны в титрах к фильму о Холокосте «Дневник Эстер» (Esther's Diary, 2010).
Кенна также выполнял коммерческую работу для таких клиентов, как Volvo, Rolls-Royce, Audi, Sprint Corporation, Dom Pérignon и Совет по туризму Испании.
В 2000 году по решению Министерства культуры Франции Майкл Кенна стал кавалером ордена Искусств и литературы.

## Публикации
- Michael Kenna Photographs. — Stephen Wirtz Gallery and The Weston Gallery, 1984.
- The Hound of the Baskervilles. — Arion, 1985; Northpoint, 1986.
- 1976-1986. — Gallery Min, 1987.
- Night Walk. — Friends of Photography, 1987.
- Michael Kenna. — Min Gallery, 1990.
- Le Desert de Retz. — Arion, 1990.
- The Elkhorn Slough and Moss Landing. — The Elkhorn Slough Foundation, 1991.
- A Twenty Year Retrospective. — Treville, 1994; Portland, OR: Nazraeli, 2002.
- The Rouge. — Ram, 1995.
- The Silverado Squatters. — Arion, 1996.
- Monique's Kindergarten. — Portland, OR: Nazraeli, 1997.
- Le Notre's Gardens. — The Huntington Library, Art Collections Library and RAM Publishing, 1997 и 1999.
- Night Work. — Portland, OR: Nazraeli, 2000.
- Impossible to Forget: The Nazi Camps Fifty Years After. — Marval; Nazraeli, 2001.
- Easter Island. — Portland, OR: Nazraeli, 2001.
- Japan. — Portland, OR: Nazraeli; Treville Editions, 2002.
- Calais Lace. — Portland, OR: Nazraeli, 2003.
- Boarding School. — Portland, OR: Nazraeli, 2003.
- Ratcliffe Power Station. — OR: Nazraeli, 2004.
- Retrospective Two. — Portland, OR: Nazraeli; Treville Editions, 2004.
- Hokkaido. — Portland, OR: Nazraeli, 2005.
- Montecito Garden. — Portland, OR: Nazraeli, 2007.
- Mont St Michel. — Portland, OR: Nazraeli, 2007.
- Mont-Saint-Michel. — 21st, 2007.
- Images of the Seventh Day, 2011
- In France. — Portland, OR: Nazraeli, 2012.
- Abruzzo. — Italy, OR: Nazraeli, 2017.
- One Sunday in Beijing. — Paris: Bessard, 2018 (издано в 700 экз.).
- Beyond Architecture. — New York, London, Munich: Prestel Publishing (Verlag), 2019. — ISBN 978-3-7913-8582-2.

## Награды
- Imogen Cunningham Award (Сан-Франциско, Калифорния, США, 1981).
- Art in Public Buildings Award (Комиссия Совета по делам искусств Калифорнии (California Arts Council Commission), Сакраменто, Калифорния, США, 1987).
- Institute for Aesthetic Development Award (Пасадена, Калифорния, США, 1989).
- Golden Saffron Award (Консуэгра, Испания, 1996).
- Chevalier of the Order of Arts and Letters (Министерство культуры Франции, Франция, 2000).
- Honorary Master of Arts (Институт Брукса (Brooks Institute), Санта-Барбара, США, 2003).
- Hae-sun Lee Photography Award (Ассоциация фотографов Кореи, Сеул, Республика Корея, 2013).
- Special Photographer Award (Хигасикава, Хоккайдо, Япония, 2016)[8][9].